# Skule Bårdsson
Skule Bårdsson, även känd som Hertig Skule, född 1189, död 24 maj 1240, var en norsk adelsman med säte i Nidaros. Han var son till lendmann Bård Guttormsson och Ragnfrid Erlingsdotter. Skule utnämndes av sin halvbror kung Inge till jarl år 1217, och protesterade mot valet av Håkon Håkonsson till kung i Norge. Skule var sedan dess tronpretendent och medregent fram till 1237 när han utnämndes av kung Håkon Håkonsson till Norges första hertig. I samband med hans uppror mot kung Håkon Håkonsson lät han sina anhängare proklamera honom som kung 1239, och han intog med en här Oslo, men besegrades, och efter flykt stacks han och hans son av kung Håkon Håkonssons trupper ner med svärd vid klostret i Helgeseter, vilket också blev slutet på den norska konflikten mellan Birkebeinar och Bagler. Med en frilla hade Skule sonen Peter Skulesson, som blev nerstucken med fadern i Helgeseter. Hertig Skule var gift med Ragnhild Jonsdotter från Randaberg. Skules dotter Margareta Skulesdotter gifte sig med kung Håkon Håkonsson av Norge (1204–1263), varför han är förfader till norska kungasläkten under medeltiden.

## Biografi

### Skules ätt och uppväxt

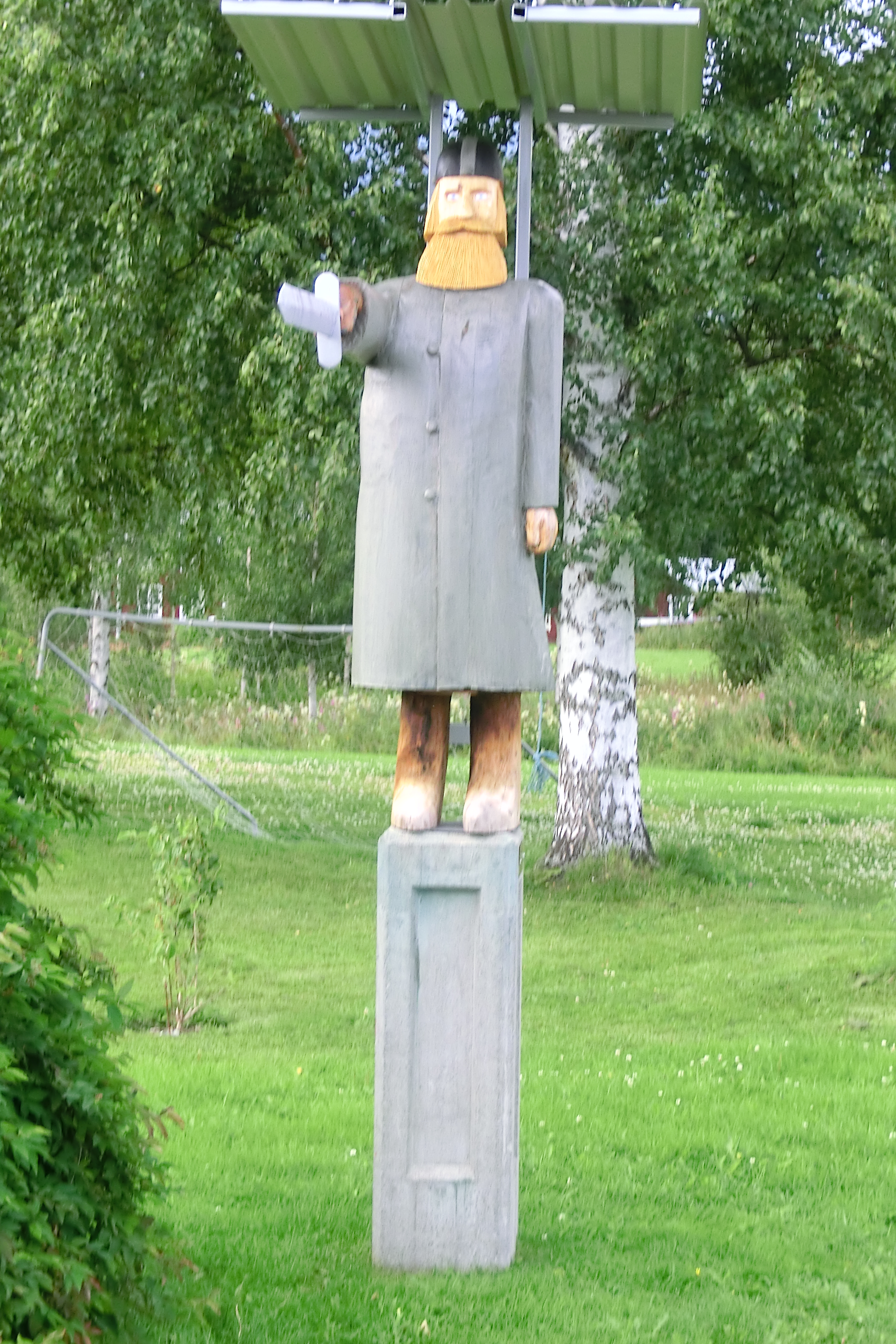
Jarl Skule Tostesson av Norge, också kallad Skule konungafostrare, staty vid Havre häll.

Skule Bårdsson far Bård Guttormsson på Rein var lendmann och tillhörde Reinsätten vilken räknade härstamning från Harald Hårfager, som enligt Snorre, härstammade från Ynglingaätten. 
Bård Guttormssons farfarsfar Skule Tostesson var jarl av Norge och gift med Gudrun Nevsteinsdotter, dotterdotter till Sigurd Syr, som var styvfar till Olav den helige. Skule Tostesson själv var son till Tostig Godwinson, earl av Northumbria och bror till Harald Godwinsons, den siste anglosaxiske engelske kungen. Eftersom Skule hjälpte kung Olav Kyrre med många beslut fick han flera stora gods i Norge, bl.a. den stora gården Rein utanför Trondheim (nuvarande Reins kloster).
Bårds mormorsmor Ingrid Svensdotter hade varit gift med kung Olav Kyrre av Norge, och hon var dotter till kung Sven Estridsson av Danmark, från den gamla danska kungaätten.

#### Antavla
|                |  |  |  |  |  |  |  |                        |  |  |  |  |  |  |  |                        |  |  |  |  |  |  |  |                        |  |  |  |  |  |  |  | Skule Tostesson               |
|                |  |  |  |  |  |  |  |                        |  |  |  |  |  |  |  |                        |  |  |  |  |  |  |  |                        |  |  |  |  |  |  |  |                               |
|                |  |  |  |  |  |  |  |                        |  |  |  |  |  |  |  |                        |  |  |  |  |  |  |  | Åsulv Skulesson        |  |  |  |  |  |  |  |                               |
|                |  |  |  |  |  |  |  |                        |  |  |  |  |  |  |  |                        |  |  |  |  |  |  |  |                        |  |  |  |  |  |  |  |                               |
|                |  |  |  |  |  |  |  |                        |  |  |  |  |  |  |  |                        |  |  |  |  |  |  |  |                        |  |  |  |  |  |  |  | Gudrun Nevsteinsdotter        |
|                |  |  |  |  |  |  |  |                        |  |  |  |  |  |  |  |                        |  |  |  |  |  |  |  |                        |  |  |  |  |  |  |  |                               |
|                |  |  |  |  |  |  |  |                        |  |  |  |  |  |  |  | Guttorm Åsulvsson      |  |  |  |  |  |  |  |                        |  |  |  |  |  |  |  |                               |
|                |  |  |  |  |  |  |  |                        |  |  |  |  |  |  |  |                        |  |  |  |  |  |  |  |                        |  |  |  |  |  |  |  |                               |
|                |  |  |  |  |  |  |  |                        |  |  |  |  |  |  |  |                        |  |  |  |  |  |  |  |                        |  |  |  |  |  |  |  | Skofte Ogmundsson             |
|                |  |  |  |  |  |  |  |                        |  |  |  |  |  |  |  |                        |  |  |  |  |  |  |  |                        |  |  |  |  |  |  |  |                               |
|                |  |  |  |  |  |  |  |                        |  |  |  |  |  |  |  |                        |  |  |  |  |  |  |  | Tora Skoftesdotter     |  |  |  |  |  |  |  |                               |
|                |  |  |  |  |  |  |  |                        |  |  |  |  |  |  |  |                        |  |  |  |  |  |  |  |                        |  |  |  |  |  |  |  |                               |
|                |  |  |  |  |  |  |  |                        |  |  |  |  |  |  |  |                        |  |  |  |  |  |  |  |                        |  |  |  |  |  |  |  | Gudrun Tordsdotter            |
|                |  |  |  |  |  |  |  |                        |  |  |  |  |  |  |  |                        |  |  |  |  |  |  |  |                        |  |  |  |  |  |  |  |                               |
|                |  |  |  |  |  |  |  | Bård Guttormsson       |  |  |  |  |  |  |  |                        |  |  |  |  |  |  |  |                        |  |  |  |  |  |  |  |                               |
|                |  |  |  |  |  |  |  |                        |  |  |  |  |  |  |  |                        |  |  |  |  |  |  |  |                        |  |  |  |  |  |  |  |                               |
|                |  |  |  |  |  |  |  |                        |  |  |  |  |  |  |  |                        |  |  |  |  |  |  |  | Torkjell på Fugl       |  |  |  |  |  |  |  |                               |
|                |  |  |  |  |  |  |  |                        |  |  |  |  |  |  |  |                        |  |  |  |  |  |  |  |                        |  |  |  |  |  |  |  |                               |
|                |  |  |  |  |  |  |  |                        |  |  |  |  |  |  |  | Sigrid Torkjellsdotter |  |  |  |  |  |  |  |                        |  |  |  |  |  |  |  |                               |
|                |  |  |  |  |  |  |  |                        |  |  |  |  |  |  |  |                        |  |  |  |  |  |  |  |                        |  |  |  |  |  |  |  |                               |
|                |  |  |  |  |  |  |  |                        |  |  |  |  |  |  |  |                        |  |  |  |  |  |  |  |                        |  |  |  |  |  |  |  | Svein Brynjulfsson på Aurland |
|                |  |  |  |  |  |  |  |                        |  |  |  |  |  |  |  |                        |  |  |  |  |  |  |  |                        |  |  |  |  |  |  |  |                               |
|                |  |  |  |  |  |  |  |                        |  |  |  |  |  |  |  |                        |  |  |  |  |  |  |  | Hallkatla Sveinsdotter |  |  |  |  |  |  |  |                               |
|                |  |  |  |  |  |  |  |                        |  |  |  |  |  |  |  |                        |  |  |  |  |  |  |  |                        |  |  |  |  |  |  |  |                               |
|                |  |  |  |  |  |  |  |                        |  |  |  |  |  |  |  |                        |  |  |  |  |  |  |  |                        |  |  |  |  |  |  |  | Ingrid Svensdotter            |
|                |  |  |  |  |  |  |  |                        |  |  |  |  |  |  |  |                        |  |  |  |  |  |  |  |                        |  |  |  |  |  |  |  |                               |
| Skule Bårdsson |  |  |  |  |  |  |  |                        |  |  |  |  |  |  |  |                        |  |  |  |  |  |  |  |                        |  |  |  |  |  |  |  |                               |
|                |  |  |  |  |  |  |  |                        |  |  |  |  |  |  |  | Erling på Kvie         |  |  |  |  |  |  |  |                        |  |  |  |  |  |  |  |                               |
|                |  |  |  |  |  |  |  |                        |  |  |  |  |  |  |  |                        |  |  |  |  |  |  |  |                        |  |  |  |  |  |  |  |                               |
|                |  |  |  |  |  |  |  | Ragnfrid Erlingsdotter |  |  |  |  |  |  |  |                        |  |  |  |  |  |  |  |                        |  |  |  |  |  |  |  |                               |
|                |  |  |  |  |  |  |  |                        |  |  |  |  |  |  |  |                        |  |  |  |  |  |  |  |                        |  |  |  |  |  |  |  |                               |
|                |  |  |  |  |  |  |  |                        |  |  |  |  |  |  |  | Skårvangsola           |  |  |  |  |  |  |  |                        |  |  |  |  |  |  |  |                               |
|                |  |  |  |  |  |  |  |                        |  |  |  |  |  |  |  |                        |  |  |  |  |  |  |  |                        |  |  |  |  |  |  |  |                               |

Skules mor var Ragnfrid Erlingsdotter, dotter till lendmann Erling på Kvie. Fadern Bård Guttormsson dog år 1194. 
Enligt Baglersagorna växte Skule och hans bror Guttorm upp hos sin fosterfar och morfar, Erling på gården Kvie i  Vang i Oppland fylke, Norge, men båda bröderna flyttade omkring 1204 till sin halvbror och nyvalde kung Inge Bårdsson (1185-1217) i Nidaros. 

### Tronpretendent och medregent

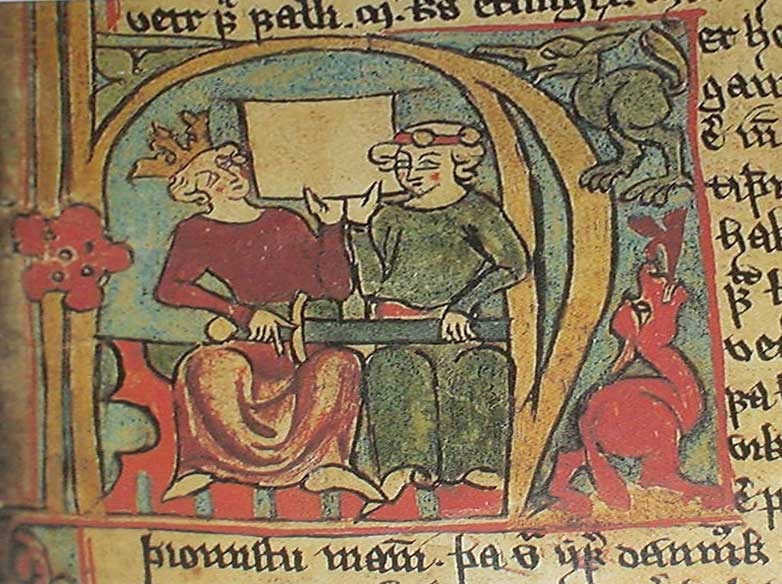
Håkon Håkonsson och Skule Bårdsson, från Flatöboken.

Skule stod sin halvbror kung Inge nära, och Skule omnämns 1213 när han vid kungens sida slår ner ett bondeuppror. Kung Inge dog 1217, 30 år gammal. Kung Inge utnämnde, kort före, eller i samband med sin död 1217, Skule till jarl, varigenom han fick ansvaret för hirden, och Skule ärvde halvbroderns privata egendom. 
Efter broderns död ställde Skule krav på kungatronen, medan  Birkebeinarna ville se Håkon Håkonsson som kung. Håkan var son till kung Håkon III Sverresson av Norge (1177–1204) och dennes frilla Inga från Varteig och därmed född utanför äktenskapet, medan Skule stödde sig på sin börd, och att han var förra kungens äktfödda halvbror. 
Håkon Håkonssons maktställning var svag vid trontillträdet år 1217. I ärkebiskopens frånvaro hämtade birkebeinare den 13-årige pojken från skolan vid Kristkirken i juni 1217 och förde honom till Øyratinget. Där stöttade bönderna från Tröndelag hans anspråk på kungakronan. På Öretinget tvingade Birkebeinarna igenom, att Håkon Håkonsson valdes till kung, i strid med flertalet närvarande. Ärkebiskop Guttorm befann sig på resa, och prästerna vägrade bära ut Olav den heliges relikskrin, på vilken kungaeden svors.
Senare samma år följde nya kungahyllingar från Gulatingslaget i Bergen och även på Hornbore ting, som låg vid dagens svenska ort Hunnebostrand.
Skule nekade först till att kungavalet gått rätt till, och vägrade svära kungseden, men några månader senare svor han kungseden i Bergen, på villkor att han blev medregent till Håkan och han som jarl fick styrelse och skatteuppbörd över en tredjedel av Norge. Skule gav dock inte upp kravet på kungakronan förrän på riksmötet i Bergen 1223, när Håkans mor bar järnbörd för att bevisa att Håkan var äkta kungason.

### Säte i Nidaros, svärfar till kung Håkon

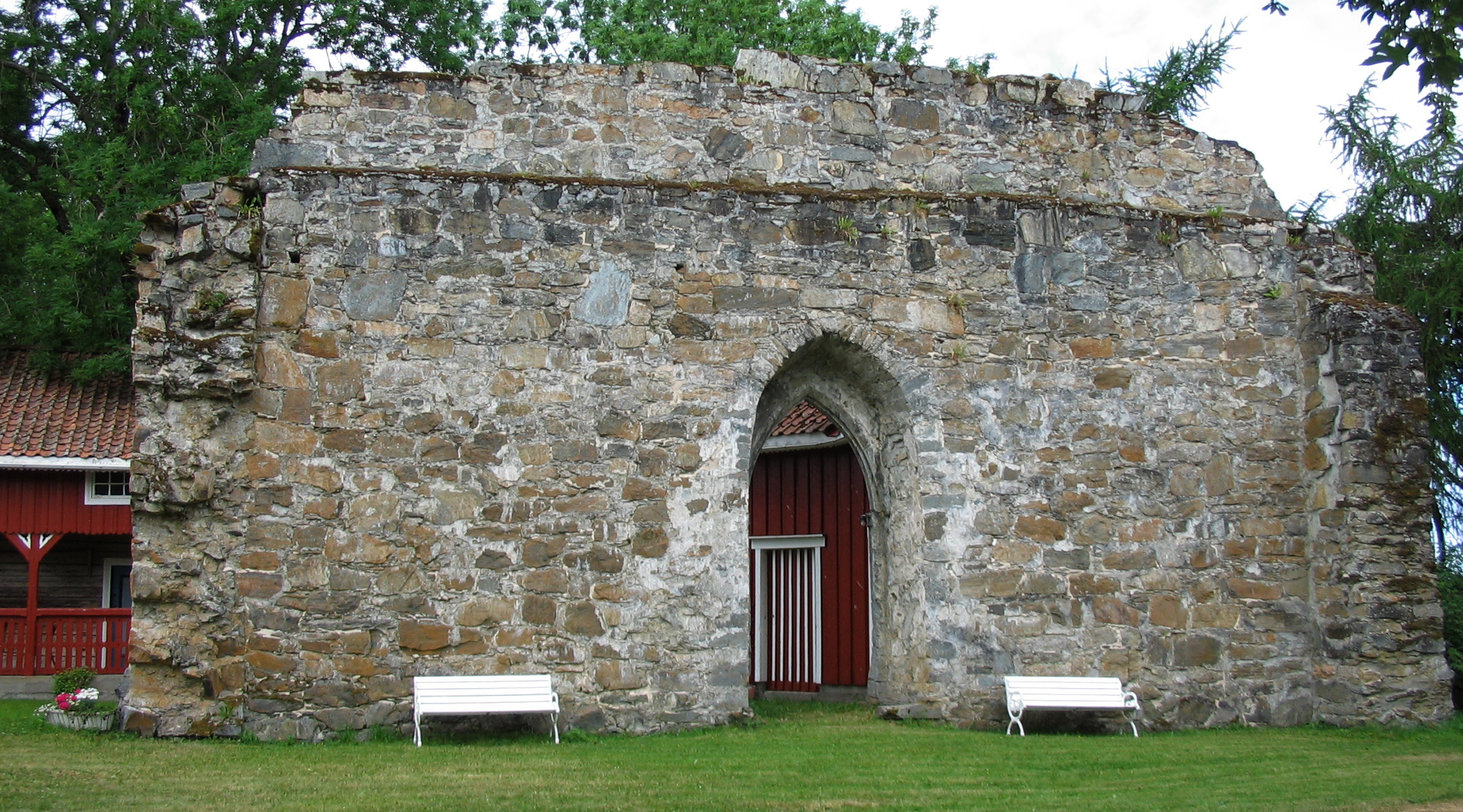
Ruinen av Reins kloster

Trots att Skule blev jarl over Östlandet flyttade han 1224 till Nidaros. Året efter gifte sig kung Håkan med Skules dotter Margareta varigenom Skules och Håkans konflikt symboliskt fick ett slut. 1226 blev Skule allvarligt sjuk, och lär ha tillfrisknat efter att han avgett ett hemligt löfte. Efter detta gav han i alla fall bort sitt farsarv Rein till ett kloster, byggde en kyrka och grundade ett kvinnokloster inom augustinerstiftelsen, Reins kloster, på en höjd i Rissa, med utsikt över yttre delen av Trondheimsfjorden. Skules syster Sigrid Bårdsdotter blev den första abbedissan på Reins kloster, och Skules dotter, drottning Margareta, tillbringade sina sista år där.

### Hertig

Kommunvapnet för Rissa har motivet från Skules hertigliga vapenbild.

Efter 1227 minskade förtroendet mellan kung Håkan och Skule, efter att Skules inflytande minskat, och Håkan börjat förhandla med påven om att krönas. 
Skule reste krav på att hans oäkta son Peter Skulesson skulle ges arvsrätt till hans del av riket, vilket avslogs. 
Som kompensation fick dock jarl Skule Norra Halland som län 1228, och från 1237 hertigvärdighet, och blev därigenom Norges första hertig. 
I realiteten begränsades emellertid hans politiska inflytande ytterligare efter att han blev hertig, enligt historikern Andreas Holmsen. Istället för att styra en tredjedel av riket, skulle han nu få en tredjedel av inkomsterna. 
Det förefaller som om det inte bara var kung Håkan, som ville begränsa Skules makt, utan också delar av folket. Henrik Ibsen har skrivit: Der Håkon er elsket av folket er Skule er ensom, der Håkon får sønner får Skule døtre.
Efter arvsreglerna som blev införda efter Skules död, förbehölls efter honom hertigtiteln bara för söner inom kungahuset.
Skule Bårdssons hertigliga vapen används idag för Rissa kommun i Sør-Trøndelag fylke i Norge.

### Uppror och vald till kung
Skule accepterade aldrig att han makt minskats, och vid femtio års ålder startade han ett, enligt flera historiker, desperat uppror mot kung Håkan. Andreas Holmsen uttrycker det som att Skule rente hodet mot den mur han selv mer enn noen annen hade virket til å reise omkring Håkon Håkonssons trone. 1239 valdes Skule vid Öretinget i Nidaros till kung av Norge, men stödet tycks inte ha varit enhälligt. Ärkebiskopens ställföreträdare vägrade ta ut St Olavs skrin för kungseden, och när skrinet lyftes ut med våld, bannlyste han de inblandade på stående fot.
Den av sitt eget folk bannlyste nyvalde motkungen reste nu tillsammans med sin son Peter Skulesson en här mot kung Håkan Håkansson, och drog söderut. I Nannestad besegrade han Håkans trupper, och han lyckades ta kontroll över Oslo, men besegrades redan nästa dag, och flydde då med en del av sina män in i Hallvardskatedralen där de hade kyrkans skydd. Nästa dag tilläts de komma ut, och hertig Skule och hans son Peter flydde nu med de andra till skogs. De höll sig gömda under vintern, men väl återkommen till Nidaros misslyckades han med att samla en ny här, trots att han fortfarande hade visst stöd.
Kung Håkan utsåg vid upproret sin son Håkon den unge till samregent, och tog ifrån Skule hertigtiteln, vilken han 1240 gav till sin yngre son, senare känd som kung Magnus Lagaböter.

### Skules och sonen Peters död
I maj 1241 anlände kungens trupper via sjövägen till Tröndelag, och Skule och hans son Peter flydde in i klostret i Helgeseter. Ärkebiskop Sigurd Eindridesson påbjöd kyrkofrid, och försökte förhandla med Håkans trupp om en lösensumma för att Skule skulle få löpa. Kungens män trotsade dock ärkebiskopen, och satte eld på klostret för att tvinga ut Skule, och när Skule flydde ut med sitt följe blev de nerstuckna av Åsulv Eiriksson. Skules sista ord påstås ha varit "Ikke hugg meg i ansiktet.
En av dem som stödde valet av hertig Skule till kung, var Snorre Sturlasson, vilket ledde till att Snorre dödades 1241 på uppdrag av kung Håkon Håkonsson.

### Gravplats
Man har på Ärkebiskopsgården i Trondheim (mittemot Nidarosdomen) funnit en gravsten med en person som bär hertigkrona, vilket med stor säkerhet är Skule Bårdsson.

## Efterspel i Norge
Skules död markerar slutet på inbördes maktstrider och Håkan Håkansson blev enväldig kung. Han kröntes av kardinal Vilhelm av Sabina i Bergen i 1247, och lät sin yngre son samregera. Den äldste sonen, född utanför äktenskapet, fick istället överta Skules hertigtitel. Perioden har varit föremål för mycket historiska diskussioner, eftersom källmaterialet, Sturla Thordarsons Håkon Håkonssons saga, Íslendinga saga, är subjektivt skriven. Sturla Thordarson var Snorre Sturlassons brorson.

## Familj och barn
Med en frilla hade Skule sonen Peter Skulesson, som blev nerstucken med fadern i Helgeseter.
Hertig Skule var gift med Ragnhild Jonsdotter från Randaberg. Skules dotter Margareta Skulesdotter gifte sig med kung Håkon Håkonsson av Norge (1204–1263), varför han är förfader till norska kungasläkten under medeltiden.